# Polýmylos
Polýmylos är en ort i Grekland.   Den ligger i prefekturen Nomós Kozánis och regionen Västra Makedonien, i den norra delen av landet, 300 km nordväst om huvudstaden Aten. Polýmylos ligger 799 meter över havet och antalet invånare är 695.
Terrängen runt Polýmylos är bergig. Runt Polýmylos är det ganska glesbefolkat, med 45 invånare per kvadratkilometer. Närmaste större samhälle är Velventós, 12,8 km söder om Polýmylos. 